# Final Story
Final Story («Остання історія», — укр.) — рок-гурт з Бадена, Швейцарія, що виконує музику в жанрі пост-панк, рок та скрімо.
Популярність колективу принесла пісня «Is Your Knee Alright?It Touched My Head», яка входить до їх першого альбому, що отримав назву «Hopefully This Will End Well». Хоча на офіційній сторінці гурту у MySpace цього не написано, але більшість фанатів характеризує їх творчість як альтернативний метал чи пост-хардкор. Попри те, що хлопці не надто відомі у світі рок-музики, вони набирають популярність переважно у молодшої частини фанатів.
Останнім підтвердженням щодня більшої популярності колективу є їх виступ на фестивалі «Rock am Bärg», що відбувся 21 липня 2012 року.

## Характеристика творчості гурту
Про гурт відомо дуже мало, але самі хлопці характеризують себе так:

«5 хлопців, одна мета! Створити такі класні мелодії, які змусять всіх здивуватися. Ми почали подорож, яка дійсно нагадує останню історію. Після гучного початку, нарешті, наш талант потрапив у надійні руки і почав завойовувати світ! Час залишити свій слід.. Ми — нове покоління музикантів, що натхненні прекрасними ландшафтами. Доступ до рок-н-ролу для душі, а мужність і воля — відкриють шлях до зірок. „Final Story“ — це сплав гармонії, мелодії та чудових ритмів. Ми не можемо дочекатися, коли всі перепони зникнуть і ми зможемо дарувати нашу творчість глядачам. Ми повинні дати те, на що вони заслуговують! Музика викликає звикання, вона показує волю до більшого і допомагає створити справедливість для всіх. Цей шлях тільки розпочався, але ми не відступимо. Ми будемо писати нашу останню історію..», — йдеться в описі гурту на їх офіційній сторінці у MySpace.

## Склад
- Матіас Сакс — вокал,
- Кевін Шерер — гитара,
- Олів'єр Strub — гитара,
- Девід Меле — басс-гитара,
- Флавіо Шерер — барабани,
- Дженніфер Решке — дизайн і фотографія (не є музикантом!)

## Дискографія
- 2012 — Hopefully This Will End Well